# Kavango
Kavango is een voormalige bestuurlijke regio in Namibië. Op 9 augustus 2013 werd de regio opgesplitst in 2 regio's: Kavango Oost en Kavango West.
De naam van de regio is afgeleid van de rivier de Okavango. De plaats Rundu ligt aan de rivier en is het bestuurlijke centrum van de regio.
De regio komt grofweg overeen met het vroegere thuisland Kavango.

## Plaatsen

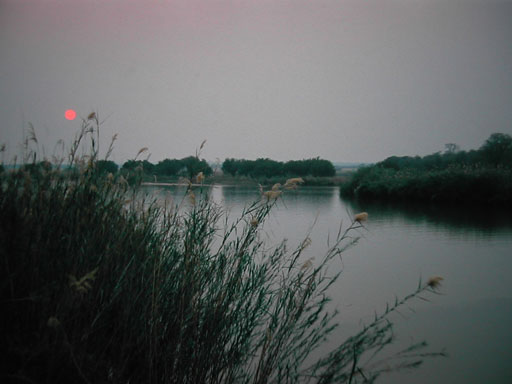
Okavango-rivier

- Nkurenkuru, town, 1 km²
- Rundu, town, 164 km²